# Emsen (Rosengarten)
Emsen (plattdeutsch Ems) ist ein Gemeindeteil der Gemeinde Rosengarten im niedersächsischen Landkreis Harburg mit etwa 450 Einwohnern. Es liegt nahe der Autobahn A 1 (Hamburg–Bremen).

## Geschichte
Am 1. Juli 1972 wurde Emsen in die Gemeinde Nenndorf eingegliedert. Der Name dieser Gemeinde wurde am 18. Juli 1973 amtlich in Rosengarten geändert. Ortsbürgermeister ist Hans-Hermann Böttcher (SPD), der zugleich vom Ortsteil Langenrehm mitgewählt wird. Gepfarrt ist das Dorf zur St. Petrus-Gemeinde in Buchholz. Die Grundschule, die Haupt- und Realschule befinden sich in Nenndorf.
Die ortsansässige Freiwillige Feuerwehr hat 30 Mitgliedern und 2006 ein neues Feuerwehrhaus am Dibbersener Weg 12 bezogen.
Seit dem Jahre 1992 ist der Ort jährlich Austragungsort des vom Duo Club Emsen veranstalteten Grand Prix von Emsen für Duo-Fahrzeuge. Darüber hinaus sind im Ortsteil der Schützenverein und der Tennisclub TC Emsen aktiv.

## Politik
Der Ortsrat, der die Ortsteile Emsen und Langenrehm der Gemeinde Rosengarten gemeinsam vertritt, setzt sich aus neun Mitgliedern zusammen. Die Ratsmitglieder werden durch eine Kommunalwahl für jeweils fünf Jahre gewählt.
Bei den vergangenen Ortsratswahlen ergaben sich die folgenden Sitzverteilungen:
| Wahljahr | SPD | CDU | Gesamt  |
| 2021     | 5   | 4   | 9 Sitze |
| 2016     | 5   | 4   | 9 Sitze |

## Großsteingräber
In der näheren Umgebung befinden sich die zwei Großsteingräber der jungsteinzeitlichen Trichterbecherkultur
- Emsen (Sprockhoff-Nr. 672) und
- Nenndorf (Sprockhoff Nr. 673)